# Træerne og skovens folk
|  | Denne artikel er oprettet af botten PalnaBot ud fra en ekstern database. Den kan derfor have sproglige fejl eller mangler. Denne skabelon kan fjernes efter kontrol af indholdet. |

Træerne og skovens folk er en undervisningsfilm instrueret af Steen Rønne efter manuskript af Tage Aamodt, Steen Rønne.

## Handling
Skoven som arbejdsplads og forretning. De medvirkende er - foruden bøgen, egen og granen - skovarbejdere, skovløbere, skovfogeden og skovrideren. Filmen giver faktuelle oplysninger om skoven og træerne (dyrkning, fældning) og indkredser stemningen og livet på en usædvanlig og ikke ufarlig arbejdsplads.